# Pinewood Studios

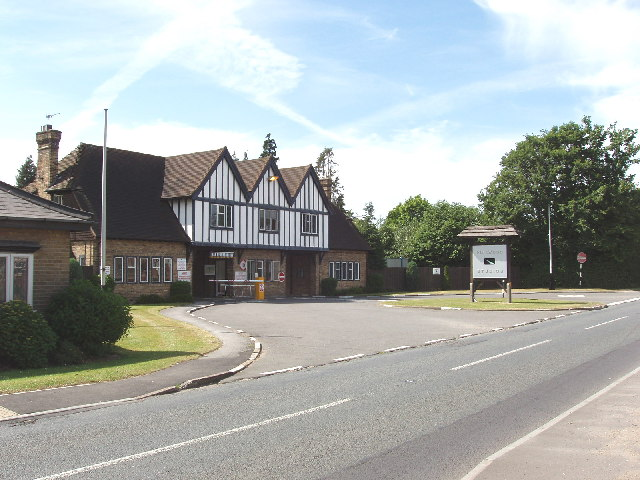
L'ingresso ai Pinewood Studios ad Iver Heath nel Buckinghamshire.

I Pinewood Studios sono uno dei più famosi teatri di posa d'Europa. Sorgono a Iver Heath nella contea di Buckinghamshire, vicino a Londra nel Regno Unito, ed il loro nome è legato indissolubilmente a quello di James Bond, a cui devono gran parte della loro fama; infatti quasi tutti i film del celebre agente segreto sono stati girati al loro interno.

## Produzioni
Film di James Bond

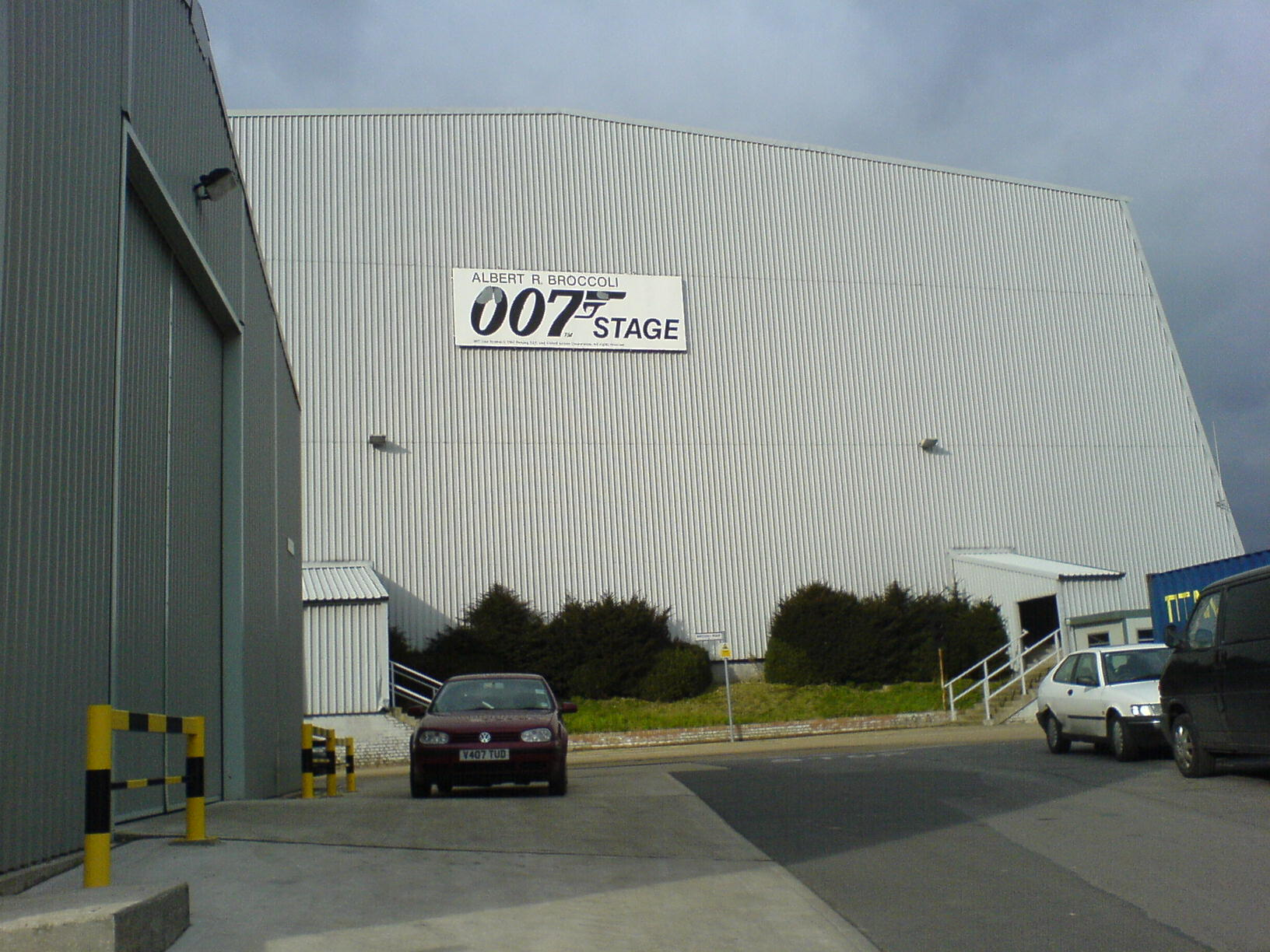
L'esterno dei Pinewood Studios nel 2006 chiuso per l'allestimento di un set di Casino Royale

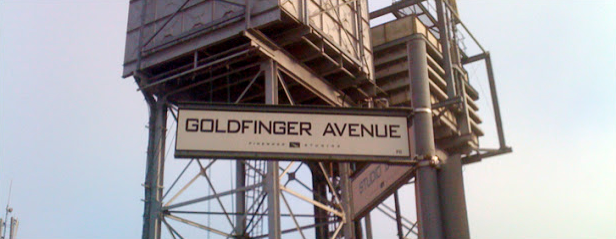
Goldfinger Avenue

- Nel 1977 gli studios furono completamente distrutti da un incendio scoppiato sul set del Bond-movie Agente 007 - La spia che mi amava.
- Nel 2006 un altro incendio ha in parte distrutto gli studios, rallentando così le riprese del film Casino Royale.

Altro
- Nel 1970, dopo aver girato i primi episodi in Costa Azzurra, in Italia e in Spagna, la troupe di Attenti a quei due si spostò a Pinewood per girare i restanti, ambientati prevalentemente in Inghilterra.
- Negli anni 1970 vi sono stati girati gli episodi delle serie televisive di fantascienza UFO e Spazio 1999.
- Nel 1985 vi è stato girato il film La storia di Babbo Natale, con David Huddleston e Dudley Moore.
- Nel 1999 vi è stato girato l'ultimo film di Stanley Kubrick, Eyes Wide Shut, con Tom Cruise e Nicole Kidman.[1]
- Star Wars - Il risveglio della Forza settimo episodio della saga di Star Wars, è stato girato nei Pinewood Studios a partire dalla primavera 2014.[2]
- Nel 2022 vi è stato girato parte del film Assassinio a Venezia, con Kenneth Branagh, nei panni di Hercule Poirot.